# NGC 4932
NGC 4932 is een spiraalvormig sterrenstelsel in het sterrenbeeld Jachthonden. Het hemelobject werd op 26 april 1789 ontdekt door de Duits-Britse astronoom William Herschel.

## Synoniemen
- UGC 8150
- MCG 9-21-89
- ZWG 270.40
- PGC 45015